# 浚遒县 (西汉)
浚遒县，中国古县名。
西汉置，治所在今安徽省肥东县东，属九江郡。三国时废。西晋复置，改“浚遒县”为“逡遒县”。属淮南郡。东晋咸和间废。